# Sifrhippus
A Sifrhippus az emlősök (Mammalia) osztályának a páratlanujjú patások (Perissodactyla) rendjébe, ezen belül a lófélék (Equidae) családjába tartozó kihalt nem.

## Tudnivalók
A Sifrhippus (nulla ló), a legrégebbi észak-amerikai lóféle. Maradványait a korai eocén rétegben találták meg, a wyomingi Bighorn-medencében. A Sifrhippus egy kis lóféle lehetett, testmérete megegyezett egy macska méretével.

## Lásd még
- Hyracotherium